# تجهیزات نمو
شرکت تجهیزات نمو (به انگلیسی: NEMO Equipment, Inc.) یک شرکت مستقر در دوور، نیوهمپشایر است که تجهیزات فضای باز، چادرها، پدهای خواب و پناهگاه‌ها را طراحی و تولید می‌کند. نمو توسط کم برنسینگر در سال ۲۰۰۲ میلادی و در حین تحصیل در رشته طراحی صنعتی در دانشکده طراحی رود آیلند تأسیس شد.

## تاریخچه
در سال ۲۰۰۴ میلادی، در نمایشگاه خرده‌فروشی در بازار تابستانی در سالت لیک سیتی، نمو اولین خط چادرهای کوله‌گردی و کوهنوردی خود را معرفی کرد. چند ماه بعد، این شرکت برنده جایزه آی‌اس‌پی‌او برندنیو در سال ۲۰۰۵ میلادی از مونیخ آلمان شد. بعداً در سال ۲۰۰۵ میلادی، محصولات نمو در بین بهترین اختراعات سال توسط مجله تایم، ریدرز دایجست، منز ژورنال، و پاپیولار ساینس قرار گرفتند. نمو همچنین بارها به دلیل طراحی خود با جایزه طراحی خوب از آتنائوم شیکاگو، افتخار تمایز طراحی از مجله آی‌دی، و جایزه طراحی پایین خط ۲۰۰۶ میلادی از بیزینس ۲٫۰ و فراگ دیزاین شناخته شده است. چادرهای نمو همچنین جوایز متعددی را از نشریات فضای بازمانند بهترین چادر کوهنوردی همه‌جانبه مجله کوله‌گرد در سال ۲۰۰۸ میلادی و جایزه انتخاب ویرایشگر راک اند آیس دریافت کرده‌اند.

## تمایز طراحی
نمو بیشتر به دلیل فناوری پشتیبانی با هوای خود شناخته شده است که از کیسه‌های هوای کم فشار به جای تیرهای چادر آلومینیومی سنتی استفاده می‌کند.
نمو همچنین با مؤسسهٔ مفاهیم پیشرفته ناسا در پروژه معماری افراطی اکس‌پدیشن (EXP-Arch) خود برای ایجاد مفاهیم سرپناه بر اساس سیستم‌های معماری بسیار قابل‌جابجایی، سریع قابل استقرار و جمع شدن کار کرده است.